# Introduction et allegro (Elgar)
Pour les articles homonymes, voir Introduction et allegro.

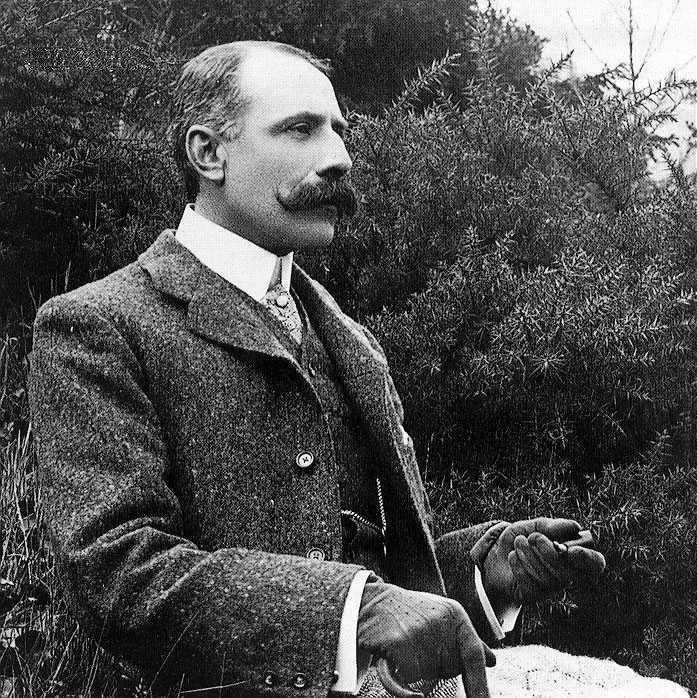
Edward Elgar

L’Introduction et Allegro op 47 a été écrite par Edward Elgar en 1905.
Le compositeur a écrit une première œuvre pour orchestre à cordes en 1892, sa sérénade op. 20.
Son introduction est inspirée par un thème folklorique gallois. L'œuvre reprend la structure classique du concerto grosso avec un quatuor soliste (le concertino)  conversant avec le reste de l'effectif (le ripieno), la fugue de son Allegro participant également au caractère néo-classique de la pièce. 
La première a lieu avec l'orchestre symphonique de Londres, nouvellement créé,  sous la direction du musicien le 8 mas 1905 et elle est dédiée au professeur Sanford, de l'université Yale. Lors du même concert, Elgar joue également pour la première fois sa troisième marche de Pomp and Circumstance.
Elle comporte un seul mouvement et son exécution demande environ un quart d'heure.